# Nírnaeth Arnoediad
La llamada Nírnaeth Arnoediad o Dagor Nírnaeth Arnoediad («Batalla de las Lágrimas Innumerables») o Quinta Batalla de Beleriand es un conflicto militar ficticio narrado en las obras El Silmarillion y Los hijos de Húrin, del escritor británico J. R. R. Tolkien. Fue la mayor batalla de la Primera Edad del Sol.

## Etimología
Dentro del conjunto de leyendas que constituyen El Silmarillion, el nombre de la batalla surge de la llamada Profecía de Mandos, quien anunció el destino desastroso que seguiría a los noldor en su lucha contra Morgoth en Tierra Media: "Derramaréis lágrimas innumerables..."
El nombre de la batalla en idioma  sindarin es Nírnaeth Arnoediad (['niːrna,eθ ar'nœdi,ad]), donde el dígrafo "œ" corresponde a una variante de /ε/ (aproximadamente una "ö" en sueco o alemán). La primera palabra deriva de nîn /niːn/ ("lágrima" o "lágrimas"), donde nírnaeth implica "lágrimas de desgracia, o sufrimiento". El prefijo ar- corresponde a "más allá",  y la raíz nod- significa "contar". En sindarin, la "i" en -diad causa el cambio de nod- a nöd- o nœd-. En consecuencia, Nírnaeth Arnoediad  significa literalmente "lágrimas de sufrimiento más allá (de lo que puede) contarse." El nombre completo es pues Dagor Nírnaeth Arnoediad, donde "dagor" corresponde a "matanza" (con el sentido de "combate o lucha"). La forma correcta final del primer vocablo lleva una í-acentuada, si bien el mismo Tolkien a veces omitió ese acento.

## La batalla
Tras la hazaña de Beren y Lúthien, Maedhros comprendió que Morgoth no era invencible, pero era necesario construir un frente común. Reunió a sus hermanos y, a pesar de que no obtuvo ayuda de Orodreth ni Thingol (en un principio), organizó una alianza de Elfos, Hombres y Enanos conocida como la Unión de Maedhros. En poco tiempo, recuperaron los territorios septentrionales perdidos e incluso liberaron Dorthonion; pero el ataque fue precipitado y puso sobre aviso a Morgoth, quien consiguió infiltrar espías y convertir a su causa a parte de los Hombres de la Unión. 
La batalla ocurrió el año 473 P. E. en las llanuras desérticas de Anfauglith, en el norte de Beleriand. Pelearon elfos, hombres y enanos contra orcos, balrogs, el dragón Glaurung y otras criaturas del ejército de Morgoth. Terminó con la victoria casi total de Morgoth.
Durante la batalla, buena parte del ejército de Hombres Cetrinos u Orientales se pasó al lado de Morgoth por instigación de Uldor, hijo de Ulfang, llamado desde entonces el Maldecido.
Huor, líder de los hombres de Dor-lómin con su hermano Húrin, tuvo una premonición antes de la derrota final. Huor sintió que de él y Turgon surgiría una estrella de esperanza para elfos y hombres. Por eso, urgió al rey de Gondolin, y nuevo Rey Supremo de los Noldor ante la caída de Fingon, que tomara refugio otra vez en la ciudad oculta de Gondolin para frustrar por algo más de tiempo la campaña de Morgoth.
Huor, Húrin y los hombres de Dor-lómin se mantuvieron en el campo de batalla hasta la hora final. Todos murieron, excepto Húrin, quien quedó atrapado entre los cuerpos de los enemigos que lo rodeaban, muertos bajo su propia mano. Húrin, el único superviviente, fue capturado y llevado a Angband para sufrir la venganza de Morgoth.
Tal como Huor lo había predicho, la salvación final de los Elfos llegó por manos de Eärendil el Marinero, nacido en Gondolin, hijo de Tuor e Idril, y nieto de Huor y Turgon. Desde entonces, el silmaril de Eärendil navega por los cielos en su navío mágico Vingilot, brillando «como una estrella» (el lucero del alba) para esperanza de todos los habitantes de la Tierra Media.

## Consecuencias
- Se rompe la alianza Unión de Maedhros.
- Los Elfos ya no confiarían en los hombres, excepto en las tres casas de Edain
- El reino de los Noldor en Hithlum es destruido.
- La mayor parte de los Hombres de Brethil y Dor-lómin son muertos o tomados prisioneros.
- Dentro de los comandantes, Fingon, Haldir (adan), Huor caen muertos; Húrin es tomado prisionero.
- Los ejércitos de Angband se transforman en la potencia militar de todo Beleriand, excepto tres asentamientos ocultos de los elfos: Gondolin de Turgon, Nargothrond de Orodreth y Menegroth (en Doriath) de Thingol y Melian.